# DOT1L
DOT1L‏ (DOT1 like histone lysine methyltransferase) هوَ بروتين يُشَفر بواسطة جين DOT1L في الإنسان.